# Die Asche von Birkenau
Die Asche von Birkenau ist ein Gedicht des Schriftstellers Stephan Hermlin aus seinem Zyklus Erinnerung. Es wurde 1965 von Günter Kochan als Kantate vertont.

## Gedicht

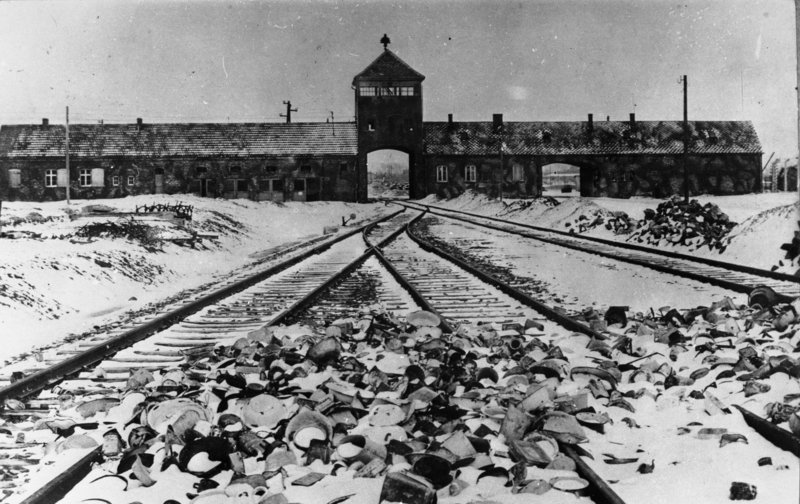
KZ Auschwitz-Birkenau, 1945. Foto vom Torhaus, Aufnahme Stanisław Mucha

Es wurde 1949 bei einem Besuch im KZ Auschwitz-Birkenau verfasst und 1951 veröffentlicht. Es ist aus fünf zwölfzeiligen Strophen aufgebaut. Hermlin setzt sich mit dem Holocaust auseinander. Die Motive sind Erinnerung und Vergessen.
In der letzten Strophe des Gedichtes heißt es optimistisch:

„[...] Kein Mörder wird entrinnen,
Kein Nebel fällt um ihn her.
Wo er den Menschen angreift,
Da wird er gestellt. [...]“

Der Autor äußerte sich mahnend zugleich; in einem Interview von 1979 sagte er:

„Ich glaube, daß dieser Fehler, die Vergangenheit für überwunden zu erklären, bei uns sehr deutlich begangen wird. Leider auch von vielen Genossen, die mit einer gewissen Selbstzufriedenheit sagen, wir haben die Vergangenheit bewältigt, die da drüben nicht, die sind sozusagen mittendrin noch. Dazu hat niemand das Recht.“

## Musik

### Entstehung
Zur Zeit der noch andauernden 2. Auschwitzprozesse schuf der Komponist Günter Kochan Die Asche von Birkenau für Alt-Solo und Orchester (1965). Er orientierte sich am Gedicht von Stephan Hermlin und teilte sein Werk in insgesamt sieben Sätze auf, wobei er die 4 Strophen als Grundlage benutzte und 3 drei zusätzliche instrumentale Teile komponierte. Die Schlüsselpassage ist der vierte Satz mit seiner Totenklage.

### Sätze
1. Andante rubato
2. Interludium I (Andante)
3. Allegro
4. Grave
5. Interludium II: Moderato
6. Vivace
7. Epilog: Moderato

### Orchesterbesetzung
Solistenstimme (Alt), 2 Flöten, 1 Oboe, 2 Klarinetten, 2 Fagotte, 2 Hörner, 2 Trompeten, 1 Posaune, 1 Pauke, 1 Schlagzeug, 1 Celesta, 1 Klavier, Streicher

### Uraufführung
Das Werk wurde am 25. Mai 1966 vom Berliner Sinfonie-Orchester unter Kurt Masur in Berlin uraufgeführt. Es hat eine Dauer von ca. 16 Minuten.

### Bedeutung
Kochan betrachtete die Asche von Birkenau als eines seiner wichtigsten Stücke. Nach eigenen Aussagen aus den 1970er Jahren wurde das Werk von mehr als sieben Rundfunkstationen gesendet. Die Kantate avancierte zu einem der bedeutendsten musikalischen Werke, die sich mit dem Völkermord an den Juden auseinandersetzen.

### Aufnahmen
- Annelies Burmeister (Alt), Rundfunk-Sinfonieorchester Berlin, Leitung: Kurt Masur (1967)
- Annelies Burmeister (Alt), Rundfunk-Sinfonieorchester Berlin, Leitung: Wolf-Dieter Hauschild (1975)
- Annelies Burmeister (Alt), Rundfunk-Sinfonieorchester Leipzig, Leitung: Herbert Kegel (1975)

## Rezeption
Der Holocaustüberlebende Simon Wiesenthal schrieb 1979 einen Text zum Gedicht. Auszugsweise hieß es darin:

„Nun las ich das Gedicht von Stephan Hermlin „Die Asche von Birkenau“. Birkenau wurde wieder lebendig, und ich fühlte den Schmerz und die Trauer, als wäre ich in Birkenau gewesen – und zwar gestern.“

Im Jahr 2002 wurde der letzte Abschnitt des Gedichtes durch den Bildhauer Ingo Warnke in eine drehbare Steinsäule nahe dem Apellplatz in der KZ-Gedenkstätte Kaltenkirchen in Springhirsch eingraviert. Der Text wurde spiralförmig in den Drehstein eingearbeitet, sodass der Besucher zum Umkreisen der Fläche aufgefordert wird.